# قسم تشيلو (مقاطعة أنديكا)
قسم تشيلو (بالفارسية: بخش چلو) هي (بلدة) في مقاطعة أنديكا في محافظة خوزستان جنوب غربي إيران. حسب إحصاءات سنة 2006 كان يسكن هذا القسم 9,109, نسمة في 1,503 مسكن.